# خط نامتعادل

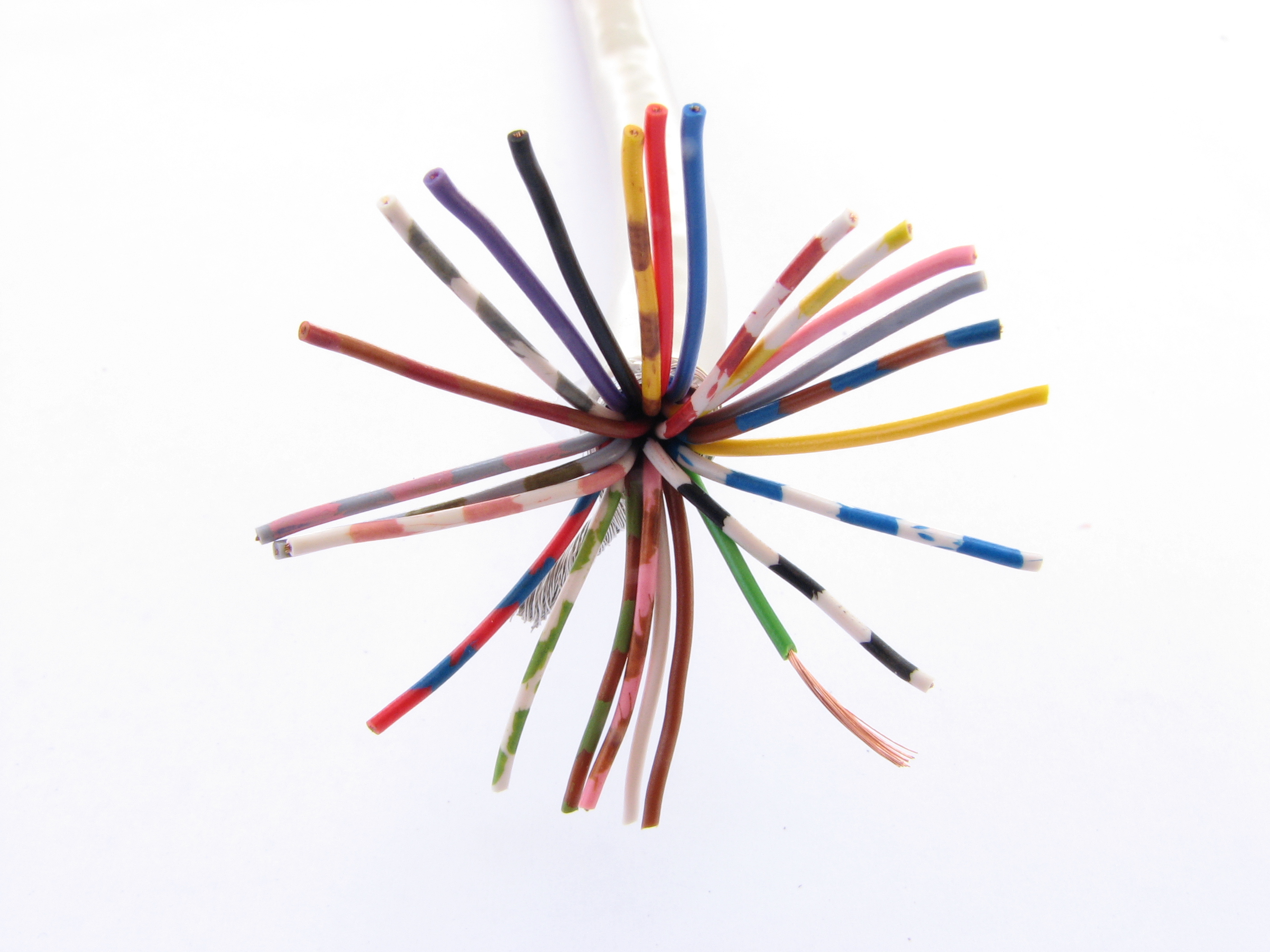
یک کابل چندهسته‌ای که می تواند 25 خط انتقال نامتعادل را پشتیبانی کند

در مخابرات و به طور کلی مهندسی برق، خط نامتعادل (انگلیسی: Unbalanced line) خط انتقالی شامل یک جفت رسانا است که برای حمل سیگنال های الکتریکی در نظر گرفته شده است که دارای امپدانس های نابرابر در طول خود و به زمین و سایر مدارها هستند. نمونه هایی از خطوط نامتعادل کابل کواکسیال یا سیستم زمین‌بازگشت تاریخی است که برای تلگراف اختراع شده است، اما امروزه به ندرت استفاده می شود. خطوط نامتعادل باید با خطوط متعادل، مانند کابل دوقلو یا زوج بهم‌تابیده که از دو رسانای یکسان برای حفظ تعادل امپدانس در سرتاسر خط استفاده می‌کنند، مقایسه شود. خطوط متعادل و نامتعادل را می توان با استفاده از افزاره‌ای به نام بالون به‌هم متصل کرد. 

## کتابنگاری
- Huurdeman, Anton A., The Worldwide History of Telecommunications, John Wiley & Sons, 2003 ISBN(⎘ شماره استاندارد بین‌المللی کتاب) 0471205052.
- Curran, J.E.; Jeanes, R.; Sewell, H, "A Technology of Thin-Film Hybrid Microwave Circuits", IEEE Transactions on Parts, Hybrids, and Packaging, vol. 12, iss. 4, December 1976.